# Addy Engels
Addy Engels (Zwartemeer, Emmen, 16 de juny de 1977) va ser un ciclista neerlandès, que fou professional entre 2000 i 2011. Actualment és director esportiu de l'equip Lotto NL-Jumbo.

## Palmarès
- 1998
  -  Campió dels Països Baixos en ruta sub-23
- 1999
  - Pròleg del Triptyque ardennais

### Resultats al Tour de França
- 2002. 94è de la Classificació general
- 2011. 146è de la Classificació general

### Resultats a la Volta a Espanya
- 2001. 84è de la Classificació general
- 2003. 114è de la Classificació general
- 2006. 124è de la Classificació general
- 2007. 83è de la Classificació general

### Resultats al Giro d'Itàlia
- 2000. 80è de la Classificació general
- 2002. 24è de la Classificació general
- 2005. 69è de la Classificació general
- 2006. 84è de la Classificació general
- 2007. 81è de la Classificació general
- 2008. 105è de la Classificació general
- 2009. 112è de la Classificació general
- 2010. 126è de la Classificació general
- 2011. 110è de la Classificació general